# フゴイド運動
フゴイド運動（フゴイドうんどう、英: Phugoid motion）あるいはフューゴイド運動とは、固定翼機の運動の内、進行方向に対して縦方向に生じる動揺の一種である。位置エネルギーと運動エネルギーの交換により生じる周期的な振動運動とみなすことができ、周期が数十秒と長く、減衰しにくい特徴をもつ。特に飛行力学においては長周期運動とも呼ばれる。

## 概要
フゴイド運動は、固定翼機に生じる周期が長く減衰が小さな縦の周期的振動運動で、機体の静安定が強い場合に生じやすい運動である。たとえば、P2V-7改造機の約320km/hにおけるフゴイド運動の周期は43.5秒、振幅半減時間は87.2秒である。また速度やピッチ角の変化に比べて迎角の変化が小さいという特徴をもつ。
固定翼機の縦の運動は、周期が数秒で減衰が大きい短周期モードと周期が数十秒で減衰が小さい長周期モードの合成として理解される。フゴイド運動はこの二つの運動モードのうち、長周期モードに対応する運動である。このため長周期モードのことをフゴイドモードと呼ぶこともある。
フゴイド運動の本質は機体の位置エネルギー（高度）と運動エネルギー（速さ）の周期的な交換であり、機体の重心の軌跡は正弦波に近似できる（より厳密な理論によればトロコイド曲線となる）。フゴイド運動をする機体を随伴機から観察した場合、その軌跡は近似的に縦方向に長い（近似的には横方向の約√2倍の）楕円を描くように見える。
フゴイド運動の周期の長さおよび振動の減衰率は近似的に釣り合い飛行速度に比例する。また、減衰の小ささは、減衰が主に進行方向への空気抵抗の作用によるためである。
固定翼機のフゴイド運動に関する安定性は、たとえばアメリカの軍用規格の一つであるMIL仕様書のMIL-F-8785C"Flying Qualities of Piloted Airplanes"（JISではJIS W 0402「飛行機の飛行性」が対応）で減衰率などの要求値が規定されている。
通常、フゴイド運動は修正が容易である。しかし、推力の増減のみで高度の制御を試みた場合、合理的な操作が行われたとしても推力変化の周期がフゴイド運動の周期と合致してしまうと振動を増幅する作用が生まれる。この作用が安定限界を超えると、振幅が拡大する不安定振動となる。このように稀ではあるが、フゴイド運動とそれに対するパイロットの修正操作が連成して振動が増幅する（パイロット誘導振動）場合がある。
なお、フゴイド/phugoidの語源は英語のflee(flyの文語)に相当するギリシャ語である。